# La Granja, Zongolica
La Granja är en ort i Mexiko.   Den ligger i kommunen Zongolica och delstaten Veracruz, i den sydöstra delen av landet, 240 km öster om huvudstaden Mexico City. La Granja ligger 1 293 meter över havet och antalet invånare är 103.
Terrängen runt La Granja är kuperad åt nordost, men åt sydväst är den bergig. Terrängen runt La Granja sluttar österut. Runt La Granja är det ganska tätbefolkat, med 155 invånare per kvadratkilometer. Närmaste större samhälle är Zongolica, 1,3 km söder om La Granja. I omgivningarna runt La Granja växer i huvudsak städsegrön lövskog.